# Завойко, Георгий Степанович
Гео́ргий Степа́нович Заво́йко (9 (21) ноября 1875 — 31 марта (13 апреля) 1906) — русский морской офицер, подводник начала XX века, третий командир первой русской подводной лодки «Дельфин».

## Биография
Из дворян. Внук адмирала Василия Степановича Завойко. Отец — Степан Васильевич Завойко (25 апреля (7 мая) 1844 — 21 июня (4 июля) 1908). Мать — Екатерина Ивановна Драгневич (ум. 1889). Братья Василий (4 (16) июля 1874 — 08.07.1947) и Михаил (1879 — 09.01.1920).
Поступил в Морской кадетский корпус в Санкт-Петербурге. С 1891 года числился на военной службе в звании унтер-офицера и гардемарина. В 1894 году, по окончании полного курса Морского кадетского корпуса, был произведен в мичманы; зачислен в состав 15-го флотского экипажа.
Участвовал в заграничном плавании младшим, затем старшим, штурманом на крейсере «Дмитрий Донской» (1895—1898), на канонерской лодке «Отважный» (1898—1899). Лейтенант (с 06.12.1898). Зачислен в штурманские офицеры 1 разряда (1899). Командир 4-й роты экипажа эскадренного броненосца «Петропавловск» с 11 октября 1899 года.
Участвовал в подавлении Ихэтуаньского (Боксерского) восстания в Китае (1900). С 25 мая 1902 года — в запасе флота.
В начале Русско-японской войны призван из запаса обучающимся командиром подводной лодки «Дельфин» (подводная лодка была отправлена из Петербурга по Транссибирской железной дороге во Владивосток, куда прибыла 29 декабря 1904 года). В 1904 году состоял в 37-м флотском экипаже.
Подводная лодка неоднократно выходила в море на боевое патрулирование, но встреч с противником не имела. Капитана 1-го ранга М. Н. Беклемишев по итогам плавания подводных лодок в 1905 году дал характеристику Завойко: «…бравый и усердный Завойко, хорошо управлявшийся с лодкой и внушавший полное доверие». С мая по октябрь 1905 года подводная лодка находилась в ремонте, законченном уже по окончании войны.
В ноябре 1905 года собрание офицеров отдельного отряда миноносцев Владивостокского порта постановило «…просить начальника отряда ходатайствовать перед командиром порта об увольнении лейтенанта Завойко в отставку без прошения за ряд неблаговидных поступков» — имелись в виду карточные долги. Завойко был отстранён от командования подводной лодкой «Дельфин» и переведён 10 марта 1906 года в Сибирский флотский экипаж. Назначен заведующим эшелоном № 1 морских команд Сибирского флотского экипажа в селе Спасском.
По приказанию Морского министра, 18 марта 1906 года подал прошение об увольнении в отставку. За неисполнение приказаний заведующего морскими командами и уклонение от своих обязанностей 26 марта он был арестован на пять суток и в тот же день попытался застрелиться; в тяжёлом состоянии был доставлен в 20-й полевой госпиталь в селе Спасском, где 31 марта (13 апреля) 1906 года скончался. «Он был добрый малый и прост в обращении с матросами, но слишком много пил…» — вспоминал квартирмейстер подводной лодки «Дельфин» М. П. Сюткин.
Тело было погребено в селе Спасском, впоследствии перезахоронено (4 (17) ноября 1910 года) в Санкт-Петербурге на Новодевичьем кладбище.

## Чины и звания
- младший унтер-офицер — 15.08.1892
- гардемарин — 15.08.1893
- старший унтер-офицер — 19.08.1893
- мичман — 15.09.1894
- лейтенант — 06.12.1898

## Награды
- медаль «В память царствования императора Александра III» (1896)
- орден Святого Станислава 3 степени с мечами и бантом
- медаль «За поход в Китай» (1901)
- медаль «В память русско-японской войны» (1906)